# Hyphantria pictipupa
Hyphantria pictipupa là một loài bướm đêm thuộc phân họ Arctiinae, họ Erebidae.